# Calceolaria sibthorpioides
Calceolaria sibthorpioides är en toffelblomsväxtart som beskrevs av Carl Sigismund Kunth. Calceolaria sibthorpioides ingår i släktet toffelblommor, och familjen toffelblomsväxter. Inga underarter finns listade i Catalogue of Life.